# Матько, Евгений Евгеньевич
Евгений Евгеньевич Матько (род. 7 сентября 1958 года) — советский и российский художник, член-корреспондент РАХ (2021).

## Биография
Родился 7 сентября 1958 года, живёт и работает в Москве.
В 1987 году — окончил Московское высшее художественно-промышленное училище (сейчас — РГХПУ имени С. Г. Строганова), мастерская профессора А. Л. Орловского.
С 2013 года — преподаватель, а с 2017 года — доцент Российского государственного художественно-промышленного университета имени С. Г. Строганова.
С 1992 года — член Московского союза художников, с 2012 года — член Творческого союза художников России.
С 2012 года — председатель секции «Декоративное искусство» Творческого союза художников России.
С 2019 года — академик Гановерской академии естественных наук.
В 2018 году — избран почётным членом, а 2021 году — членом-корреспондентом Российской академии художеств от Отделения декоративных искусств.

## Творческая деятельность
Основные произведения
- работы в области станкового искусства: «Портрет Дали» (1991, х.м., 120х120); «Тайная вечеря» (1993, х.м., 70х140); «Распад» (1993, х.м., 100х100); «Сретенье» (2001, эмаль, медь, 27х17); «Посвящение Леже» (2003, х.м., 90х80); «Невозможное» (2005, эмаль, медь, 58х37); «Георгий-Победоносец» (2017, эмаль, сталь, 50х40); «Античный Торс» (2018, 2020 г. эмаль, медь 50х30);
- работы в области монументального искусства: росписи бассейна «Греция» в Дмитровском районе Московский области (2012, акрил, 220х620); роспись, эмали на фасаде часовни Рождества Богородицы в с. Ижевцы Черновицкой области (2013).

Произведения находятся в собраниях Московского музея современного искусства, Государственного исторического музея (Москва), Музея истории города Обнинска, Псковского музея-заповедника, Калужского музея изобразительных искусств, Областной картинной галереи «Образ» (Калуга), Северо-Кавказского филиала Государственного музея искусства народов Востока (Майкоп), музейно-выставочного комплекса «Волоколамский кремль», Тульского музея изобразительных искусств, Музея В. А. Тропинина и московских художников его времени (Москва), Черновицкого областного художественного музея, Национального музея украинского народного декоративного искусства (Киев), а также в частных собраниях.
Участник международных всесоюзных, республиканских выставок с 1988 года.
Персональные выставки: в Варендорфе (Германия, 2003); РГХПУ имени С. Г. Строганова (2013); выставочном зале «Лаврушинский переулок, 15» (Москва, 2018, 2023).

## Награды
- Юбилейная медаль «50 лет Победы в Великой Отечественной войне 1941—1945 гг.» (1995)
- Медаль «Леонардо да Винчи» Российской академии искусствознания (2013)
- Золотая медаль ТСХР (2014)
- Серебряная медаль ТСХР (2014)

Награды РАХ
- Медаль «Достойному» РАХ (2015)
- Золотая медаль РАХ (2016)